# Ägidienkurie

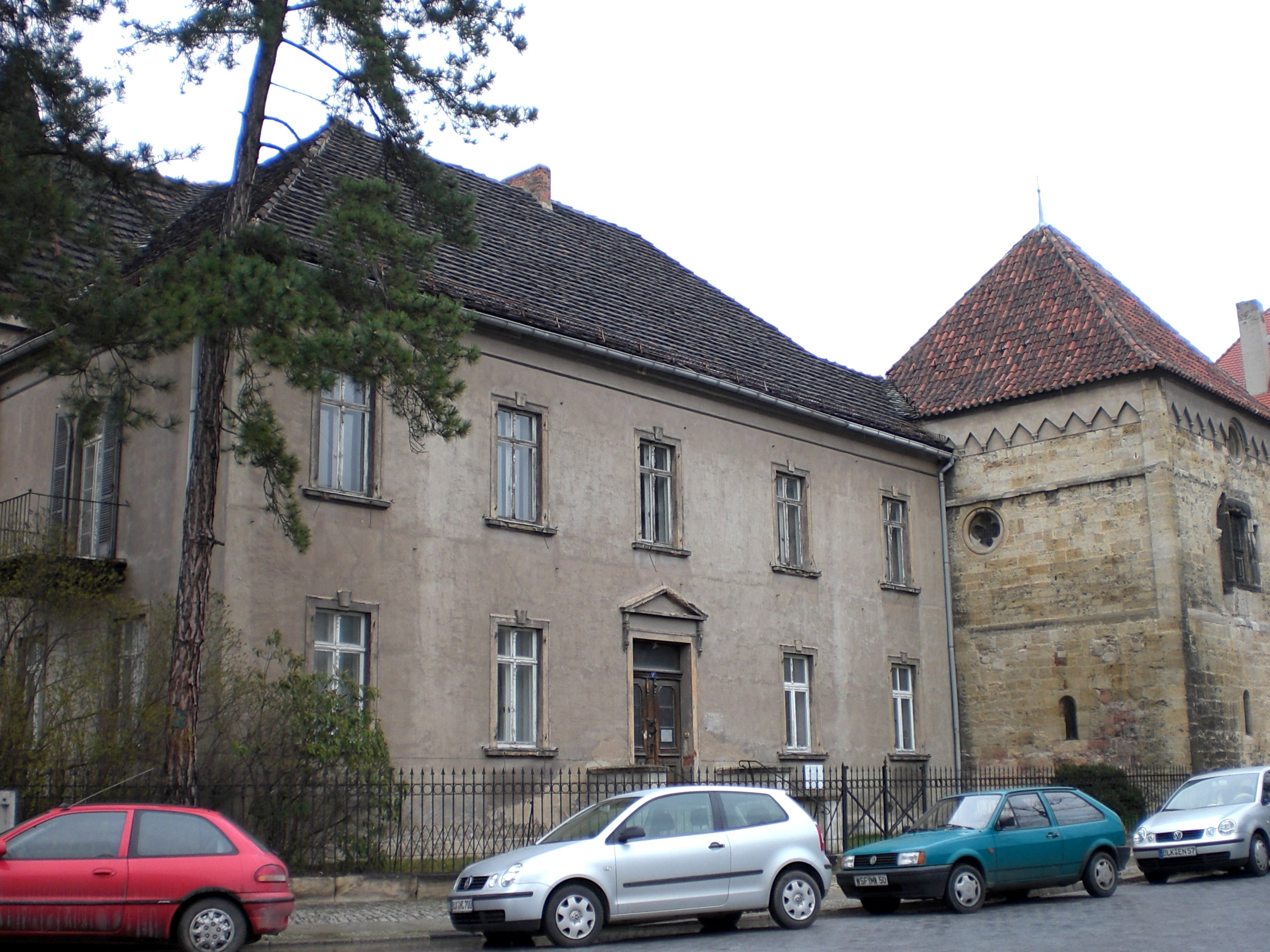
Vorderseite der Ägidienkurie

Die Ägidienkurie ist ein in Teilen aus der Zeit der Romanik stammendes Gebäudeensemble in Naumburg (Saale) in Sachsen-Anhalt. Die Kurie ist Teil der Straße der Romanik.

## Kurie
Die ursprünglich als Wohn- und Verwaltungsgebäude der Domherren des benachbarten Naumburger Doms dienenden Gebäude (Domplatz 8) stammen in ihrem Kern vom Anfang des 13. Jahrhunderts. Nach 1532 und nochmals 1890 erfolgte eine umfassende Erneuerung der Kurie. Die erhalten gebliebenen Wirtschaftsgebäude sind romanischen, zum Teil auch spätgotischen Ursprungs. Bemerkenswert ist das an der östlichen Seite befindliche Portal; es stammt aus der Zeit kurz nach 1532 und verfügt über Baldachine und Sitzkonsolen.

## Kapelle der Ägidienkurie

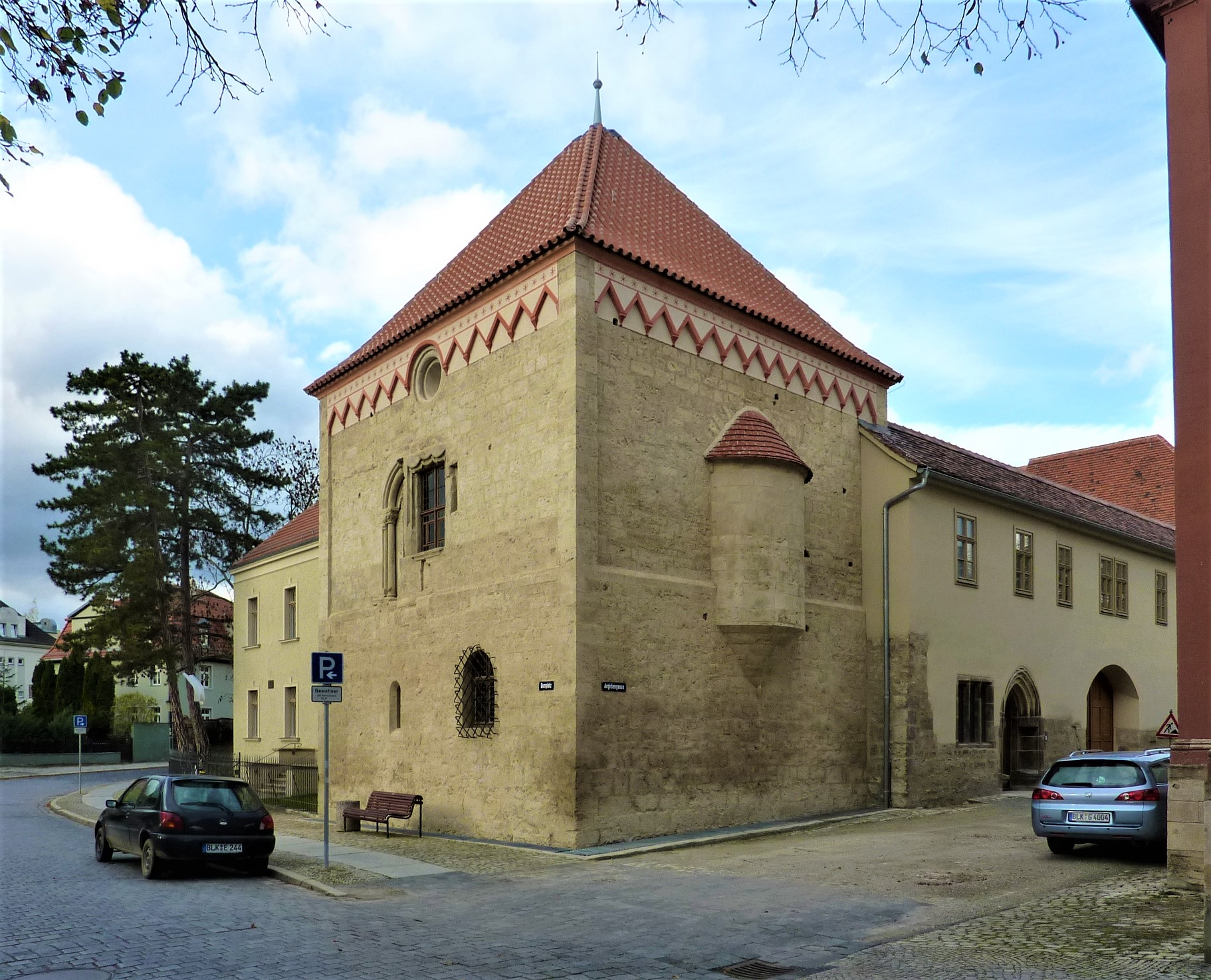
Kapelle der Ägidienkurie

### Architektur
Die Kapelle der Kurie befindet sich auf quadratischem Grundriss an der südöstlichen Seite. Das Untergeschoss ist einfach gestaltet. Darauf ruht, etwas zurückgesetzt und mit Ecklisenen versehen, das Obergeschoss, welches die eigentliche Kapelle enthält. Ein Fries aus Dreiecken umläuft die Traufe. Ein kleines rundes Fenster befindet sich in der südlichen Wand. Das Dach ist als Pyramidendach gestaltet. In der Südwand ist im Obergeschoss auch noch ein ehemaliges Portal zu erkennen, welches über eine hölzerne Freitreppe erreichbar war. Dieser Zugang wurde bereits in der Spätgotik entfernt und durch ein Vorhangbogenfenster ersetzt.
Die Apsis der Kapelle ragt aus der Ostwand auf einer Konsole hervor.

### Innengestaltung

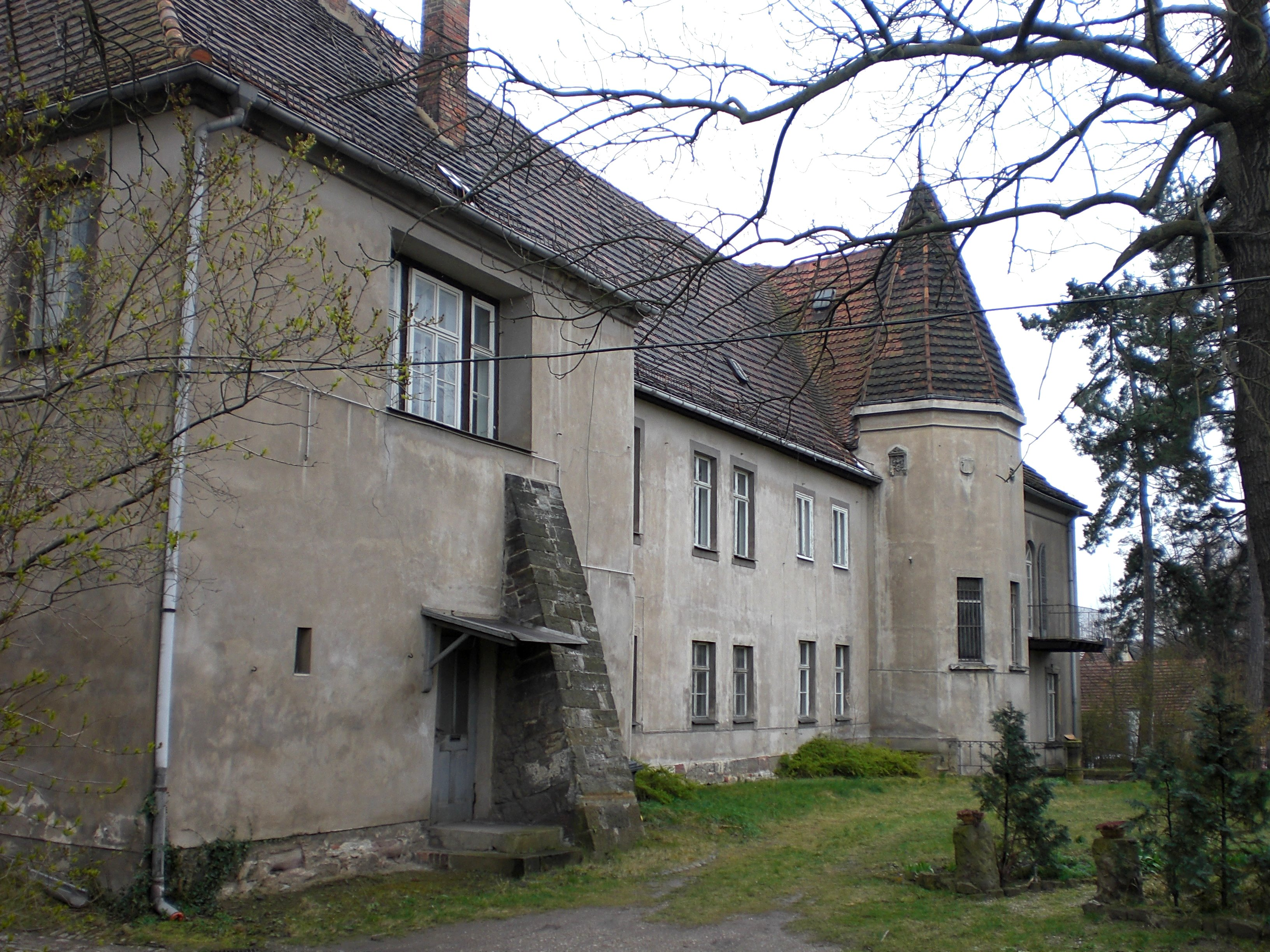
Rückseite

Das Untergeschoss verfügt über vier Kreuzgratgewölbe, die auf einem Mittelpfeiler ruhen. Auf den Schlusssteinen sind Fratzen oder geriefelte Zapfen abgebildet.
Das Obergeschoss wird im Inneren durch einen achteckigen Grundriss geprägt. Jede Wand wird durch zwei Säulen geziert, auf denen ein Rundbogen ruht. Auch die Decke des Obergeschosses wurde als Gewölbe gebaut. Rundstabrippen verlaufen von den Ecken bis zu einem ringförmigen Schlussstein.
In der westlichen Wand befindet sich ein Vierpassfenster. Die Nordwand wird durch ein Säulenportal geprägt. Der aus Stein gefertigte Altar ist neuzeitlich.